# Alluvione di Palermo del 15 luglio 2020
L'alluvione di Palermo del 15 luglio 2020 è stata un'inondazione eccezionale, provocata da un forte acquazzone mai registrato prima, che ha travolto la città di Palermo nel pomeriggio del 15 luglio 2020, stesso giorno della tradizionale Festa di santa Rosalia, raggiungendo un'altezza record di quasi un metro.

## Storia
Il pomeriggio del 15 luglio, giorno della Festa di Santa Rosalia, la città di Palermo era coperta da un cielo nuvoloso, con previsioni meteo che riportavano una quantità di pioggia decisamente minore a ciò che poi sarebbe stata.
Verso le 16:00, la città si ritrova con una pioggia controllata, che ancora non aveva arrecato danni ingenti, ma che da lì in avanti stava pian piano diventando sempre più imponente e solo cinque minuti dopo la pioggia aumenta di intensità, con la rete fognaria che fatica a drenare la notevole quantità di pioggia che rimane sulle strade. 
Verso le 16:30 del pomeriggio, sulla città si abbatte un violento nubifragio e verso le 17, la città è oramai paralizzata, il traffico va in tilt e gli organi di polizia iniziano a gestire il traffico per evitare che i mezzi di soccorso possano rimanere bloccati nel traffico. In tutto questo, molte arterie stradali sono state chiuse al transito dopo circa un'ora di pioggia incessante, che ha permesso all'acqua di accumularsi nei sottopassaggi e in gallerie, arrivando a toccare i 4 m di altezza nel punto più profondo.
Nelle propaggini della città ai piedi dei Monti di Palermo (come la località di Baida), colate di fango e pietre scendono con furia a valle dirigendosi verso il centro della città. 
Numerosi agenti della Polizia Locale hanno provveduto a smistare il traffico della Circonvallazione (arteria principale della città che collega l'A19 alla A29) e nelle strade parallele, obbligando gli automobilisti anche ad inversioni dei sensi di marcia. I Vigili del Fuoco, nel frattempo, hanno utilizzato il proprio mezzo anfibio per attraversare le aree più profonde.
Alle 18 del giorno stesso, la pioggia lascia spazio ad un cielo limpido che permette ai palermitani di osservare l'enorme quantità di danni.
Lo stesso giorno numerosi Vigili del Fuoco e volontari della protezione civile si sono messi al lavoro per liberare tutte le strade dalla massa di fango che ne ostruiva il passaggio. Operazione continuata giorno e notte anche nei giorni seguenti.
Il 16 luglio 2020, il sindaco di Palermo ha chiesto che venga concesso lo stato di calamità naturale e l'indomani è stato necessario l'intervento dell'esercito per velocizzare i lavori.

## Cause
Alcuni palermitani e media italiani hanno attribuito subito la colpa all'amministrazione comunale, che avrebbe dovuto effettuare manutenzione regolare su tutta la rete fognaria della città.
Le cause di questa alluvione sono ancora da definire, attualmente è stata aperta un'inchiesta per disastro colposo da parte della Procura di Palermo.
La replica dall'amministrazione comunale non si è fatta attendere: quest'ultima ha subito chiesto scusa ai cittadini affermando che faranno tutto il possibile per far ritornare la viabilità a pieno regime.

## Danni
I danni calcolati si attestano sul milione di euro circa. Numerose le vetture rimaste bloccate nel fango o addirittura sommerse, dovranno essere risarcite dalle varie assicurazioni.
Nelle vie più secondarie numerose vetture sono andate distrutte per la potenza dell'acqua che le ha trasportate per molti metri. 
Non sono mancati nemmeno danni nei vari cimiteri del capoluogo. Infatti, al cimitero più grande della città, cimitero di Santa Maria dei Rotoli, l'acqua non ha risparmiato le bare in attesa della tumulazione, che sono state trasportate con violenza per tutte le strade del cimitero; molte di esse hanno subito danni importanti.
Alcuni danni si sono riscontrati in alcuni palazzi: numerose crepe, infatti, sono state notate dopo l'alluvione per via delle infiltrazioni.

## Accuse e solidarietà
Dopo l'evento, moltissime persone da tutta Italia hanno espresso solidarietà alla città colpita e ai suoi abitanti, compresi numerosi Ministri, Parlamentari e testate giornalistiche. Non sono mancate nemmeno critiche, inflitte soprattutto all'amministrazione locale. Su Twitter molte persone hanno addossato l'intera colpa al primo cittadino palermitano Leoluca Orlando, che ha avuto solidarietà da altrettante persone.
Dopo le scene girate dai telefoni di alcuni dipendenti del cimitero dei Rotoli, dove si vedevano delle bare galleggiare nel fango, l’assessore al Bilancio, al Patrimonio e ai Cimiteri, Roberto D’Agostino si è dimesso riconoscendo il problema.

## Cultura di massa
Grazie ai social network, sono stati condivisi molti video registrati da passanti nelle strade adiacenti o da cittadini dai loro balconi, che hanno permesso una visione a 360° di ciò che stava succedendo in quel momento. Non sono mancate paure, rabbia e amarezza per un evento che si ripete da anni, seppur in misura notevolmente minore rispetto a questo evento.
Stanno facendo il giro del mondo alcuni video che ritraggono la scena di alcuni automobilisti insieme alle loro famiglie, costretti ad abbandonare le vetture a nuoto per mettersi in salvo; numerosi agenti coraggiosi che si sono tuffati nella melma e nel fango per aiutare gente in difficoltà e per salvare dei bambini (poi ricoverati per ipotermia). Proprio quest'ultima è diventata l'immagine simbolo di questa alluvione: un poliziotto, con un piccone, cerca di rompere il vetro e di aiutare le persone rimaste bloccate in una vettura parzialmente sommersa.